# Werner Kempkens
Werner Kempkens (* 3. November 1969 in Krefeld) ist ein ehemaliger deutscher Fußballspieler.

## Laufbahn
Kempkens durchlief die Nachwuchsabteilung von Bayer 05 Uerdingen und wurde mit dem A-Jugendjahrgang um Ansgar Brinkmann und Marcel Witeczek 1987 Deutscher Junioren-Meister durch einen 2:1-Finalsieg gegen Eintracht Frankfurt. Der junge Abwehrspieler rückte in den Uerdinger Erstligakader auf und absolvierte von 1989 bis 1991 insgesamt 26 Bundesligaspiele. Nach dem Bundesligaabstieg in der Saison 1990/91 wechselte Kempkens zum Lokalrivalen Preussen Krefeld, der gerade in die Oberliga Nordrhein aufgestiegen war. Von 1994 bis 1996 spielte Kempkens für den 1. FC Bocholt in der drittklassigen Regionalliga West/Südwest, von wo aus ihn der scheidende Trainer Franz-Josef Tenhagen 1996 mit zum Ligakonkurrenten SG Wattenscheid 09 nahm. Mit den 09ern wurde der Defensivmann 1996/97 Meister der Regionalliga und stieg in die 2. Fußball-Bundesliga auf. In der Zweiten Liga kam Kempkens von 1997 bis 1999 auf 60 Einsätze ohne Torerfolg. Nach dem Abstieg 1999 spielte er noch bis 2001 für Wattenscheid in der Regionalliga. Es folgten weitere Engagements in der Oberliga Nordrhein bei der SSVg Velbert und bei Schwarz-Weiß Essen.
Nach dem Ende seiner aktiven Karriere wurde Kempkens Jugendtrainer beim TSV Krefeld-Bockum. Im Januar 2008 übernahm er den Cheftrainerposten der ersten Mannschaft des Vereins und betreute sie auch in der folgenden Saison in der Landesliga Niederrhein.